# Peleagonzalo
Peleagonzalo es un municipio de España, situado en el este de la provincia de Zamora, comunidad autónoma de Castilla y León. El término municipal se encuentra en la ribera del río Duero, entre Toro y la capital provincial. El término está completamente rodeado por el de Toro. Consta de un único núcleo de población, de nombre homónimo.
Tiene una superficie de 13,29 km² con una población de 274 habitantes (2021) y una densidad de 18,06 hab/km².

## Topónimo
Según Pancracio Celdrán, el pueblo debe su nombre a líder de la repoblación de esta localidad, Pelayo Gonzalo, cuyo nombre propio provenía del latín "Pelagius". Este nombre evolucionó hacia la palabra "pelea" posiblemente por su proximidad al término que ahora tiene de significado riña o disputa. Francisco Javier García Martínez propone un origen diferente, a partir de la raíz romance "pal/pel" o "pelio/pelia" que denotaría elevaciones del terreno o montículos.
En todo caso, la documentación nos muestra que en el siglo XVI la localidad se denominaba Pelay González, lo que parece reafirmar la teoría de que el nombre de la localidad procede del nombre propio de quien encabezó la repoblación local. En este sentido, durante el reinado de Ordoño IV de León se documenta la existencia de un magnate cercano al monarca llamado Pelayo González, de quien podría derivar el nombre de la localidad, si bien la falta de documentación no permite realizar una afirmación concluyente al respecto.

## Historia
La fundación de Peleagonzalo, que se hallaba originalmente a orillas del río Duero, se enmarcaría dentro de las repoblaciones llevadas a cabo en la Edad Media por los reyes leoneses, la cual habría estado dirigida presumiblemente por un tal Pelayo González que dio nombre a la localidad.
Por otro lado, desde las Cortes leonesas de 1188, Peleagonzalo fue una de las localidades representadas por la ciudad de Toro en Cortes, siendo una de las que integró posteriormente la provincia de Toro, dependiendo desde la Edad Media del arciprestazgo toresano.
No obstante, el acontecimiento histórico más importante que ha tenido lugar en Peleagonzalo se dio en el contexto de la guerra sucesoria por el trono castellano-leonés que enfrentó a las huestes de Isabel la Católica con las de Juana la Beltraneja, que se batieron en los campos de Peleagonzalo en la denominada batalla de Toro. Esta batalla, aunque fue de resultado incierto, moralmente acabó resultando decisiva para la victoria final del bando isabelino, desembocando en la entronización de Isabel la Católica.
Ya en la Edad Contemporánea, al crearse las actuales provincias en la división provincial de 1833, Peleagonzalo quedó encuadrado en la provincia de Zamora, dentro de la Región Leonesa.
Posteriormente, la historia de Peleagonzalo en su emplazamiento original se vio bruscamente finalizada en la noche del 28 de diciembre de 1860, cuando una riada del Duero destruyó Peleagonzalo y otros pueblos situados en la ribera del río, en las inmediaciones de Toro. El pueblo fue reconstruido en su ubicación actual, en el cerro de San Benito, a un kilómetro del río, huyendo de otras posibles crecidas, siendo inaugurado como tal en su nuevo emplazamiento el 29 de septiembre de 1862, acudiendo al acto numerosas autoridades que habían colaborado en la reconstrucción, como Claudio Moyano, el alcalde de Toro Román de la Higuera, o el de Zamora.

## Geografía humana

### Demografía
Cuenta con una población de 294 habitantes (INE 2024).
| Gráfica de evolución demográfica de Peleagonzalo entre 1842 y 2021                                                                                                 |
| |
| Población de derecho según los censos de población del INE Población de hecho según los censos de población del INEEn este censo se denominaba Pelea Gonzalo: 1842 |

### Transportes
Atraviesa el municipio la carretera local ZA-P-1102 que permite en dirección este la comunicación con Toro, importante núcleo de servicios comarcal y que en dirección oeste enlaza con el vecino término de Villalazán y con Villaralbo desde donde se coge la carretera provincial ZA-610 que une con Zamora, la capital de la provincia, situada a unos 25 km. Esta carretera permite enlazar además con la carretera nacional N-630 que une Gijón con Sevilla así como a la autovía Ruta de la Plata, de igual recorrido que la anterior y que constituye el principal eje de transportes del oeste del país. 
En cuanto al transporte público se refiere, tras el cierre del Ferrocarril Ruta de la Plata, que pasaba por el cercano municipio de Morales del Vino y tenía parada en el mismo, no existen servicios de tren en el municipio ni en los vecinos, ni tampoco línea regular con servicio de autobús, siendo las estaciones más cercanas las de Toro. Por otro lado el aeropuerto de Valladolid es el más cercano, estando a unos 77 km de distancia.